# Pardosa falcula
Pardosa falcula är en spindelart som beskrevs av F. O. Pickard-Cambridge 1902. Pardosa falcula ingår i släktet Pardosa och familjen vargspindlar.
Artens utbredningsområde är Guatemala. Inga underarter finns listade i Catalogue of Life.